# La Margineda
La Margineda és un llogaret de la parròquia d'Andorra la Vella. S'hi poden trobar els jaciments arqueològics de la Balma de la Margineda i de la Roureda de la Margineda, com també el mil·lenari pont de la Margineda i el modern Pont de Madrid.

### El Pont de la Margineda
És el pont romànic més antic del país, del segle XX tot i que la primera citació és de l'any 1487. Se troba sobre el riu Gran Valira i actualment connecta a la carretera CG-1 cap a l'antic camí real (que forma part del camí saludable dels drets humans que va de Sant Julià de Lòria cap al Parc Natural del Sorteny). La pont té una llargada és de 33 metres i l’alçada màxima, de 9,20 metres.
Va fer reformes l'any 2008. L'any 2021 va desenvolupar un projecte urbanístic sostenible encarregat a Norman Foster. El 2022, el Govern d'Andorra vol determinar l’estat de conservació de l’arc i elaborar un projecte per intervenir-hi.
És propietat de Casa Molines i constitueix el domini territorial privat més antic del Principat.

### El Jaciment de la Roureda de la Margineda
El Jaciment de la Roureda de la Margineda es troba més a prop al poble de Santa Coloma. L’any 2007 hi van començar les excavacions. Segons el llibre Nova descripció del principat i valls d'Andorra (Albert Villaró, 2011), hi havia activitat humana fa 11,000 anys i els jaciments de La Margineda era probablement els castells dels vescomptes de Castellbò o del Compte de Foix.

### La llegenda de l'hostal de la Margineda
Aquella llegenda va sortir en uns llibres de la història andorrana i de la literatura andorrana. Es tracta d'una dona de la Seu d'Urgell que era una bruixa i una encisadora dels homes. Va casar-se amb l'home propietari de l'hostal de la Margineda. D'aquí a poc va morir ell i ella va esdevenir-se la propietària. La llegenda completa es tracta dins Nou llegendes de Carli Bastida (2011), Les llegendes d'Andorra del Robert Fiter (1966) i Llegendes d'Andorra d'Àlvar Valls i Roser Carol (2010 & 2023).